# Jordi Botella Miró
Jordi Botella Miró (Alcoy, 5 de enero de 1958) es profesor de valenciano en el instituto IES Pare Vitòria de Alcoy, aparte de poeta y narrador. Ha escrito novelas de trama histórica, como La caixa negra, de temática urbana, como Estació terminal o de ambiente rural, como La Sagrada familia. Ha colaborado con artículos en la prensa y ha ejercido la crítica literaria. Forma parte del colectivo de escritores Salomón Dori, con los que escribió el libro colectivo La vida sexual de Fernando Pessoa, traducido al portugués.

## Obras
- Narrativa:
  - “La vida sexual de Fernando Pessoa” (1995), libro colectivo
  - “La Sagrada Família” (1997).
  - “Carta als reis” (1998)
  - “Estació terminal” (2000)
  - “Llibre d'escolaritat” (2005), libro colectivo
- Poesía:
  - “Archipiélago” (1978)
  - “Bolero” (1983)
  - “Cobles vallesanes” (1985)
  - “Disciplina” (1990)
- Crítica literaria:
  - “El temps d'un poble” (1986)
  - “El sainet fester” (1995)